# Fluorid germaničitý
Fluorid germaničitý je anorganická sloučenina s chemickým vzorcem GeF4.

## Příprava
Fluorid germaničitý lze připravit reakcí fluoru s germaniem:
Ge + 2 F2 → GeF4
Lze jej také připravit reakcí oxidu germaničitého s kyselinou fluorovodíkovou:
GeO2 + 4 HF → GeF4 + 2 H2O
Fluorid germaničitý vzniká také termálním rozkladem komplexní soli Ba[GeF6] při teplotě 700 °C:
Ba[GeF6] → GeF4 + BaF2
Sůl Ba[GeF6] lze získat vysrážením roztoku oxidu germaničitého v kyselině fluorovodíkové s chloridem barnatým:
GeO2 + 6 HF → H2GeF6 + 2 H2O
H2GeF6 + BaCl2 → Ba[GeF6] + 2 HCl

## Vlastnosti
Fluorid germaničitý je nehořlavý, silně dýmavý plyn se zápachem po česneku. Reaguje s vodou za vniku kyseliny fluorovodíkové a oxidu germaničitého. Rozkládá se při teplotách nad 1000 °C.
Reakce fluoridu germaničitého se zdrojem fluoridů vznikají anionty GeF -
5 . Tyto anionty vytvářejí polymery, kde má germanium oktaedrickou koordinaci. Oktaedry GeF6 jsou propojeny přes vrchol, můstkovým ligandem je fluorid.

## Využití
V kombinaci s disilanem se fluorid germaničitý využívá při syntéze krystalů GeSi.